# Manuel Takacs
Manuel Takacs (* 1. Jänner 1986 in Oberwart) ist ein ehemaliger österreichischer Fußballspieler und nunmehriger -trainer.

## Karriere

### Als Spieler
Takacs begann seine Karriere beim SC Schachendorf. Zur Saison 1999/2000 wechselte er zur SV Oberwart. Zur Saison 2000/01 kam er in die Akademie des FK Austria Wien. Nach einer Spielzeit in der Hauptstadt kehrte er wieder nach Oberwart zurück. Zur Saison 2002/03 schloss er sich dem SC Pinkafeld an. Zur Saison 2003/04 wechselte er in die burgenländische Akademie. Im März 2004 wechselte er zum Regionalligisten SV Neuberg. Mit Neuberg stieg er am Ende der Saison 2003/04 allerdings aus der Regionalliga ab. Zur Saison 2005/06 wechselte er zum steirischen Regionalligisten TSV Hartberg. Mit den Oststeirern stieg er zu Saisonende in die 2. Liga auf.
Nach dem Aufstieg kehrte der Mittelfeldspieler zur Saison 2006/07 nach Neuberg zurück. Zur Saison 2009/10 schloss er sich dem Ligakonkurrenten SC Ritzing an. Mit Ritzing stig er zu Saisonende in die Regionalliga auf. In drei Spielzeiten in Ritzing kam er zu 78 Dritt- und Viertligaeinsätzen, in denen er achtmal traf. Zur Saison 2012/13 wechselte Takacs innerhalb der Liga zurück zu seinem Jugendklub Oberwart. In zwei Saisonen kam er zu 51 Regionalligaeinsätzen für Oberwart, ehe er mit dem Klub am Ende der Saison 2013/14 aus der Regionalliga abstieg.
Nach dem Abstieg wechselte er zur Saison 2014/15 innerhalb der vierthöchsten Spielklasse zum ASK Horitschon. Für Horitschon absolvierte er 23 Partien in der Burgenlandliga. Zur Saison 2015/16 wechselte er zum fünftklassigen SV Güttenbach. Für Güttenbach spielte er 27 Mal in der II. Klasse. Zur Saison 2016/17 schloss er sich dem ASV Draßburg an, für den er allerdings in eineinhalb Jahren nur einmal im burgenländischen Cup spielte. Im Jänner 2018 wechselte er in die unterste Spielklasse zu Schachendorf, wo er einst seine Karriere beendet hatte. Für Schachendorf kam er zu 31 Einsätzen in der 2. Klasse, ehe er seine Laufbahn als Aktiver nach seinem Wechsel in die oberösterreichische Akademie beendete.

### Als Trainer
Takacs fungierte während seiner Zeit in Güttenbach als spielender Co-Trainer. Zur Saison 2016/17 wechselte er in die AKA Burgenland. Dort war er in seinem ersten halben Jahr zunächst Co-Trainer der U-15-Mannschaft, ab Jänner 2017 fungierte er als Trainer der U-16. Ab der Saison 2017/18 war er Cheftrainer der U-15-Mannschaft. Zur Saison 2019/20 wurde er Sportlicher Leiter der Akademie. Nach eineinhalb Jahren als Akademie-Leiter wechselte er im Jänner 2021 in die Linzer Akademie und wurde dort Trainer der U-18.
Diesen Posten hatte er bis Mai 2021 inne, ehe er auch in Oberösterreich zum Leiter der Akademie befördert wurde. Zur Saison 2021/22 wurde er zusätzlich Sportlicher Leiter der Zweitligamannschaft FC Juniors OÖ. Im November 2021 übernahm er interimistisch das Cheftraineramt bei den Juniors. In zwei Partien unter seiner Führung holten die Juniors bis zur Winterpause einen Punkt, in seinem zweiten Spiel an der Seitenlinie gegen den Floridsdorfer AC erhielt Takacs eine Rote Karte, sodass sein Co Maximilian Ritscher das Team in der dritten Partie vor der Winterpause betreute. Im Jänner 2022 wurde Takacs als Cheftrainer des Zweitligisten bestätigt. Nach der Saison 2021/22 zogen sich die Juniors aus der 2. Liga zurück.
Zur Saison 2022/23 wurde Takacs Akademieleiter beim FK Austria Wien.